# Charles Ammi Cutter
Charles Ammi Cutter byl významným americkým knihovníkem. Jeho profesní kariéra je spojena s knihovnou bostonského Athenea a Forbesovou knihovnou v Northamptonu. Patří k zakládajícím členům American Library Association, ve které zastával mnoho funkcí. K té nejvýznamnější patří funkce prezidenta této asociace. Největším Cutterovým počinem je vytvoření expanzivní klasifikace a jeho pravidel pro tvorbu slovníkového katalogu.

## Mládí a studium
Narodil se 14. března 1837 v Bostonu, Massachusetts. Jeho matka po měsíci zemřela a otec se znovu oženil. Ve dvou letech byl Charles poslán k dědovi a svým třem tetám do West Cambridge. Jedna z jeho tet pracovala jako knihovnice, takže Cutter měl ke knihám již odmala blízko. Když zemřel Cutterův děda, přestěhoval se Charles se svými tetami do Cambridge. O rok později nastoupil na Harvardovu univerzitu, kterou absolvoval v roce 1855.
Cutter pokračoval ve studiu a nastoupil na Harvard Divinity School, kde byl jmenován školním knihovníkem. Zapojil se zde do přípravy nového knihovního katalogu. Školu absolvoval v roce 1859 a během prvního měsíce pak kázal v různých kostelích v Cambridge.
Svoji budoucí ženu, Fayerweather Appleton, potkal Cutter během zaměstnání v knihovně Harvardovy univerzity. Vzali se 21. března 1863 a měli 3 syny.

## Práce v knihovnictví
V roce 1860 se Cutter stal asistentem hlavního katalogizátora Dr. Ezry Abbotta v knihovně Harvardově univerzity. Knihovna byla v té době jednou z nejlepších v zemi. Během prvního roku Cutter vytvořil seznamy knih a pomáhal s přeuspořádáním knih na regálech. Spolu s Abbottem se pak podílel na vytvoření nového systému katalogizace

### Knihovna bostonského Athenea
V roce 1868 byl Cutter jmenován knihovníkem knihovny bostonského Athenaea. Aby se vyhnul chybám, které učinili jeho předchůdci, soustředil svou činnost nejdříve na hromadnou revizi katalogu.
Prosazoval zavedení lístkového katalogu, který měl oproti tištěnému řadu výhod. Byl však v té době novinkou a Cutter cítil, že jeho prosazení bude problém. Správní rada se nakonec rozhodla pokračovat v katalogu tištěném. Ten vyšel v pěti svazcích v letech 1874 – 1882. Jde o precizně vypracovaný, rozsáhlý a důkladný katalog.
Správní rada knihovny neschvalovala některé ze změn, které Cutter v knihovně provedl. Zejména nový klasifikační systém, který Cutter zkoušel v knihovně zavést. Po těchto neshodách proto z knihovny v roce 1893 odchází.

### Forbesova knihovna
V roce 1894 se stal Cutter prvním knihovníkem Forbesovy knihovny. Cutterova představa fungování knihovny spočívala v liberálnosti, pružnosti a funkčnosti. Chtěl, aby knihovna byla přístupná a potřebná všem ve městě od nejmenších dětí po seniory. Cutter pro knihovnu shromažďoval několik speciálních typů dokumentů, a sice hudebniny, lékařskou literaturu a umělecké reprodukce. V roce 1897 otevřel oddělenou místnost pro děti. V roce 1896 rozšířil otevírací dobu knihovny o sobotní odpoledne.

## American Library Association
Cutter byl jeden z knihovníků, kteří se podíleli na založení America Library Association. Asociace byla založena v říjnu 1876 na shromáždění ve Philadelphii. Cutter v Asociaci zastával mnoho funkcí. Po celou dobu působil ve Výkonné radě. Nejvýznamnější je jeho působení ve funkci prezidenta, kterou zastával v letech 1887 – 1889.

## Závěr života
V roce 1900 začal přednášet na Pratt Library Institute v Brooklynu a na Drexel Library School ve Philadelphii. Kromě toho stále přednášel na knihovnické škole Melvila Deweyho. Stále pracoval na sedmém vydání své klasifikace. Účastnil se různých konferencí, cestoval, věnoval se tanci. V důsledku vyčerpání onemocněl roku 1903 těžkým zápalem plic. Ještě se sice vrátil do zaměstnání ve Forbesově knihovně, ale znovu onemocněl. Zemřel 6. září 1903 ve věku 66 let.

## Dílo

### Expanzivní klasifikace
Na svém vlastním systému klasifikace začal Cutter pracovat v roce 1880. Jeho cílem bylo vytvořit takové schéma, které bude možné aplikovat na sbírky všech velikostí. Vzniklo proto 7 variant. První pro velmi malé knihovny, sedmá pro ty největší s velmi rozsáhlým fondem.
Cutter vydal soupisy pro 6 prvních verzí v letech 1891 – 1893, část sedmé verze byla publikována v letech 1896 – 1911. Cutter před dokončením sedmé verze zemřel.
Hlavní třídy Cutter označil velkými písmeny. První varianta klasifikace pro nejmenší knihovny obsahuje 8 hlavních tříd:
| Notace | Třída                           |
| ------ | ------------------------------- |
| A      | Referenční a obecná díla        |
| B      | Filozofie a náboženství         |
| E      | Biografie                       |
| F      | Historie, geografie a cestopisy |
| H      | Sociální vědy                   |
| L      | Přírodní vědy a umění           |
| Y      | Jazyk a Literatura              |
| Yf     | Beletrie                        |

Dodnes je expanzivní klasifikace považována za jedno z nejlogičtějších a nejodbornějších amerických klasifikačních schémat. V knihovnách se však využívá jen málo. Cutter na svém díle pracoval velmi dlouho. Během té doby se prosadilo schéma jeho kolegy Melvila Deweyho, které je hojně využíváno dodnes. Přestože se Cutterova klasifikace příliš nerozšířila, ovlivnila jiná klasifikační schémata. Nejvýznamnější z nich je Library Congress Classification. Cutter pro svou klasifikaci vytvořil tabulky s tzv. Cutterovými čísly. Ty sloužily k abecednímu uspořádání knih uvnitř jednotlivých tříd. Jejich přiřazování se nazývá katerizace a dnes se katerizace běžně používá v řadě knihoven po celém světě.

### Pravidla slovníkového katalogu
Když Cutter dokončil revidovaný katalog pro knihovnu bostonského Athenea, napsal o jeho vytváření práci Rules for a Printed Dictionary Catalog. Pravidla vyšla v roce 1876, šlo o první dílo svého druhu. Jeho Pravidla se stala hlavním dílem a formalizovaným návodem slovníkové katalogizace. Dílo vyšlo celkem ve čtyřech edicích. 4. edice byla použitelná jak pro lístkový, tak tištěný katalog. Pravidla slovníkového katalogu ovlivnila vývoj dvou hlavních amerických předmětových tezaurů - Library of Congress Subject Headings a Sear's List of Subject Headings.